# Procrateria pterota
Procrateria pterota är en fjärilsart som beskrevs av George Francis Hampson 1909. Procrateria pterota ingår i släktet Procrateria och familjen nattflyn. Inga underarter finns listade i Catalogue of Life.